# Simanindo Sangkal
Simanindo Sangkal is een bestuurslaag in het regentschap Samosir van de provincie Noord-Sumatra, Indonesië. Simanindo Sangkal telt 1440 inwoners (volkstelling 2010).